# Le nozze di Laura
Le nozze di Laura è un film per la televisione del 2015 diretto da Pupi Avati, ispirato a diverse parti del Vangelo, in particolare a quella dedicata al miracolo delle Nozze di Cana. Il tutto è riletto però in chiave moderna.
È stato trasmesso in prima visione il 7 dicembre 2015 su Rai 1.

## Trama
Laura è una ragazza calabrese, proveniente dalla cittadina di Rocca Imperiale, che si trasferisce a Roma per studiare. Una sera decide di festeggiare il proprio compleanno e conosce così un uomo romano di mezza età, con cui trascorre la notte. Pochi giorni dopo, Laura scopre di essere incinta. Si avvia così alla ricerca dell'uomo con cui ha trascorso quella notte, ma invano.
Fa ritorno alla cittadina natale, decisa a non raccontare la verità ai propri genitori. Suo padre, considerato che lei si ritrova inoccupata, le propone di lavorare nell'azienda di famiglia. Lei accetta e conosce così la realtà del lavoro manuale, fa amicizia con altri operai e incontra un ragazzo africano di nome Karimu, di cui si innamora. Lui ricambia il sentimento, i due si frequentano e decidono di sposarsi. Ma la famiglia di lei è contraria a questo matrimonio, per via delle differenze culturali e i pregiudizi xenofobi. Lei rivela di essere incinta e quindi decisa a sposarsi al più presto, ma i suoi genitori non accettano di buon grado la notizia: suo padre si spaventa al punto da star male. In ospedale, egli chiama a sé un amico e gli ordina di licenziare Karimu e di screditarlo affinché non possa trovare altro lavoro in zona.
I giovani sono però decisi a sposarsi lo stesso, organizzano la cerimonia affrontando la diffidenza dei concittadini che li evitano e parlano male di loro. Un cugino di Laura decide di rivelare il segreto della gravidanza a Karimu, pensando di fare la cosa giusta. Ma lui si sente tradito e non si fa più sentire. Il cugino di Laura ed una loro zia improvvisano un banchetto nuziale notturno per strada, invitando i passanti, sostenendo di poter così incoraggiare l'avvenimento di un miracolo. Laura è presente ma sfiduciata. Alla fine Karimu si presenta al banchetto e il matrimonio viene celebrato.

## Ascolti
| Data            | Telespettatori | Share  |
| --------------- | -------------- | ------ |
| 7 dicembre 2015 | 4.284.000      | 17.48% |

## Produzione
Il film è stato girato in Calabria, a Rocca Imperiale, nel castello di Federico II, ma anche a Cesine e Colfari, nel monastero, nella Chiesa Madre, sul lungomare ed ancora in agrumeti. Anche a Montegiordano nel cementificio, una vecchia fabbrica di fianco alla strada statale 106 Jonica e sul lungomare di altri paesi come Amendolara, Roseto Capo Spulico.

## Accoglienza
Alla proiezione del film ha fatto seguito una lunga coda polemica indirizzata verso il regista Pupi Avati per alcuni presunti contenuti "sessisti" e "antimeridionalisti" attribuiti alla pellicola. Tra i particolari più avversati dagli oppositori si ricordano i "cioccolatini alla nduja" di cui si parla nel film e che non esistono nella realtà, il dialetto simil-siciliano parlato dai protagonisti, ma che non corrisponde minimamente al dialetto dell'Alto Ionio (luogo dell'ambientazione del film).